# إنتان لاهوائي
الإنتانات اللاهوائية هي الإنتانات الناتجة عن الإصابة بالجراثيم اللاهوائية، لاتنمو الجراثيم اللاهوائية المجبرة على الأوساط الصلبة في البيئة الهوائية (0,04 % أوكسيد الكربون و21% أكسجين)، تستطيع الجراثيم اللاهوائية المخيرة النمو بوجود أو بغياب الهواء، لا تنمو الجراثيم أليفة الهواء القليل في الأوساط اللاهوائية أو تنمو بشكل ضعيف، وتنمو بشكل أفضل في بيئة تحتوي على %10 من أوكسيد الكربون أو بشكل لاهوائي، يمكن تقسيم الجراثيم اللاهوائية إلى جراثيم لاهوائية مجبرة لا تستطيع النمو بوجود أكثر من 0,5% أكسجين، وجراثيم لاهوائية معتدلة قادرة على النمو بوجود الأكسجين بنسبة بين 2%  إلى 8%. لا تمتلك الجراثيم اللاهوائية الكاتالاز، ولكن بعضها قادر على توليد أنزيم سوبر أكسيد الديسمزتاز الذي يحميها من الأكسجين.
تضم الجراثيم اللاهوائية الأنواع التالية مُرتبة من الأكثر أهمية سريرية حتى الأقل: ستة أجناس من الجراثيم سلبية الغرام (العصوانيات، والبريفوتيلا، والبورفيرموناس، والمغزلية، والبيلوفيليا، والسوتريات)، والمكوارات إيجابية الغرام (الهضمونية العقدية)، والجراثيم إيجابية الغرام المشكلة للأبواغ (المطثية)، والعصيات غير المشكلة للأبواغ (الشعية الفطرية، والبرُوبيُونِيَّةُ العُدِّيّة، والجُرْثُمَة، واللاكتوباسيلس، والبيفيدوباكتيريوم)، والمكورات سلبية الغرام (الفيُّونيلَّة).
يختلف تواتر عزل الجراثيم اللاهوائية باختلاف مكان الإنتان، معظم الإنتانات التي تشاهد في الممارسة السريرية هي في الحقيقة إنتانات مختلطة هوائية ولاهوائية.
تشكل الجراثيم اللاهوائية سببًا شائعًا للعدوى، يمكن أن يكون بعضها خطيرًا ومهددًا للحياة، ولكونها المكون الأساسي للنبيت الجرثومي الطبيعي للجلد والأغشية المخاطية،  فهي سبب شائع للإنتانات داخلية المنشأ. يصعب زرع الجراثيم اللاهوائية وعزلها  لكونها شديدة الحساسية، ويصعب القضاء عليها بشكل كامل في أماكن الإصابة. قد يؤدي إعطاء العلاج بشكل متأخر أو غير مناسب إلى الفشل في القضاء على الإنتان بالجراثيم اللاهوائية. يتطلب عزل الجراثيم اللاهوائية أساليب مناسبة لجمع، ونقل، وزراعة العينات السريرية. يصعب التعّرف على الإنتان بالجراثيم اللاهوائية، وذلك بسبب نموها البطيء، والطبيعة المختلطة لهذه الإنتانات، وزيادة مقاومة الجراثيم للصادات الحيوية.

## الأعراض والعلامات
عُزلت الجراثيم اللاهوائية من إنتانات مختلفة في جسم الإنسان. يعتمد احتمال شفاء المريض على استخدام الطرق المناسبة لجمع العينات، ونقلها إلى مختبر الأحياء الدقيقة وزراعتها. تعتمد فرص الشفاء على موقع الإصابة، وطبيعة النبيت الجرثومي للأغشية المخاطية المجاورة.

### الجهاز العصبي المركزي
تستطيع الجراثيم اللاهوائية إحداث جميع أنواع الالتهابات داخل القحف، ولكنها غالبًا ما تسبب تكوّن دُبَيلة تحت الجافية «تجمع قيحي»، وخراج دماغي، ونادرًا ما تسبب خراج فوق الجافية أوالتهاب السحايا. السبب الأساسي لخراج الدماغ هو إنتان مزمن مجاور إما في الأذن، أو في الخشاء، أو في الجيوب، أو في البلعوم الفموي، أو في الأسنان، أو في الرئتين. تنتقل إنتانات الخشاء والأذن إلى الفص الصدغي أو المخيخ، بينما يتسبب التهاب الجيوب الوجهية بحدوث خراج في الفص الجبهي. يحدث الانتقال الدموي للإنتان إلى الجهاز العصبي المركزي بعد إصابة البلعوم الفموي أو الأسنان أو الرئة، ونادرًا ما يسبب تجرثم الدم الناتج عن بؤرة إنتانية مختلفة، أو التهاب الشغاف حدوث إنتان داخل القحف.
يعتبر التهاب السحايا بالجراثيم اللاهوائية نادر الحدوث، وقد يتبع إنتان الطرق التنفسية، أو يكون إحدى مضاعفات استخدام تحويلة السائل الدماغي الشوكي. غالبًا ما تكون الجراثيم الموجودة على الجلد كالبروبونية العدية السبب الكامن خلف الإنتانات الناتجة عن التحويلة العصبية، وفي حالة استخدام التحويلة البطينية الصفاقية التي تخترق الأمعاء، تكون الجراثيم اللاهوائية المعوية كالعصوانية الهشة سببًا للإنتان. يمكن أن تسبب المطثية الحاطمة خراجة الدماغ، ويمكن أن تسبب التهاب سحايا تالٍ لجراحة داخل القحف أو بعد رضوح الرأس.
تشمل اللاهوائيات المعزولة من خراجة الدماغ الناتجة عن مضاعفات إنتانات الطرق التنفسية أو إنتانات الأسنان، كلًا من العصيات اللاهوائية سلبية الغرام (البريفوتيلا، والبورفيروموناس والعصيات)، والجراثيم المغزلية، والهضمونية العقدية، وجدت أيضًا الجراثيم أليفة الهواء القليل، والمكورات العقدية الأخرى، وبشكل نادر الشعّيات.
يؤدي العلاج بمضادات الجراثيم في مرحلة التهاب الدماغ، وتفادي الزيادة في الضغط داخل القحف، إلى منع  تكوين الخراج داخل القحف، أما بعد ظهور الخراج، يجب رشفه أو إزالته جراحيًا، يفضّل بعض الأطباء الرشف الكامل للخراج داخل القحف، بينما يستخدم آخرون الرشف المتكرر،  يُفضل استخدام الرشف المتكرر للخراج عند  المرضى الذين لديهم خراجات متعددة، أو عندما يكون الخراج في الجزء المسيطر من الدماغ. يمثّل إعطاء مضادات الجراثيم بجرعات عالية، ولفترة طويلة (4-8 أسابيع) إستراتيجية علاجية بديلة عند هؤلاء المرضى، وقد يُغني عن التداخل الجراحي لإزالة الخراج.
تتوفّر خيارات علاجية محدودة للالتهابات داخل القحف، يعود ذلك إلى ضعف نفوذية الحاجز الدماغي الشوكي للعديد من الأدوية المضادة للجراثيم. تشمل مضادات الجراثيم  ذات النفوذية الجيدة: الميترونيدازول، والكلورامفينيكول، والبنسلين، والميروبينيم. يكون اختيار الدواء المناسب وفقًا لنتائج العزل وحساسيتها لمضادات الجراثيم. حدث تحسّن كبير في معدل البقيا للمرضى بعد إدخال التصوير المقطعي المحوسب، ووسائل التصوير الأخرى، واستخدام العلاج بالميترونيدازول.

### إنتانات الجهاز التنفسي العلوي والرأس والعنق
يمكن عزل اللاهوائيات من معظم إنتانات الجهاز التنفسي العلوي والرأس والعنق، وهي شائعة في الحالات المزمنة، التي تشمل التهاب اللوزتين، والخراج حول اللوزتين، والخراج خلف البلعوم، والتهاب الأذن الوسطى المزمن، والتهاب الجيوب الأنفية، والتهاب الخشاء، وإنتانات العين، وجميع التهابات مساحات العنق العميقة، والتهاب الغدة النكفية، والتهاب الغدد اللعابية، والتهاب الغدة الدرقية، والالتهابات السنية، وجروح وخراجات الرأس والعنق الجراحية وغير الجراحية. مصدر هذه الجراثيم هو النبيت الجرثومي للبلعوم، الذي يشمل العصيات اللاهوائية سلبية الغرام، والجراثيم المغزلية، والهضمونية العقدية.
توجد اللاهوائيات في جميع إنتانات الأسنان، التي تشمل خراجات الأسنان، التهاب لب الأسنان والتهابات دواعم الأسنان (التهاب اللثة والتهاب دواعم السن)، والتهاب المساحات حول الفك السفلي. يمكن أن يؤدي التهاب لب السن إلى تشكّل خراج ينتشر في النهاية إلى الفك السفلي ومساحات العنق اللفافية الأخرى. عُزلَت المكورات العقدية المجهرية والمكورات اللعابية بالإضافة إلى الجراثيم اللاهوائية المجبرة.
تسبب اللولبيات اللاهوائية والجراثيم المغزلية التهاب اللثة التقرحي النخري الحاد (أو ذبحة فينسنت)، وهو شكل مميز من التهاب اللثة التقرحي.
تعتبر التهابات العنق العميقة التي تتطور نتيجة إنتان الفم والأسنان والبلعوم ذات طبيعة مختلطة، وتشمل التهاب النسيج الخلوي خلف البلعوم المنتشر، أو الخراج خلف البلعوم، والتهاب المنصف بعد انثقاب المريء، وخراج الأسنان أو اللثة.

### الإنتانات الرئوية
السبب الأكثر شيوعًا لذات الرئة عند البالغين هو استنشاق الإفرازات الفموية البلعومية أو محتويات المعدة، والسبب الأكثر شيوعًا عند الأطفال هو استنشاق السائل الأمنيوسي الملوث، أو الإفرازات المهبلية. تعتبر أمراض اللثة والتهاب اللثة الحاد، عوامل خطر مهمة للإصابة بالتهاب الجنبة الرئوية بالجراثيم اللاهوائية. يمكن أن تتطور ذات الرئة إلى ذات رئة نخرية وخراج رئوي، مع أو بدون تشكل دُبيلة، ومعظمها إنتانات ذات طبيعة مختلطة. تُعزل الجراثيم الهوائية واللاهوائية المشكلة للنبيت الطبيعي للبلعوم في (60-80%) من الإنتانات المكتسبة في المجتمع، تشمل الجراثيم اللاهوائية: البريفوتيلا، والبورفيروموناس، والجراثيم المغزلية، والهضمونية العقدية، وتشمل الجراثيم الهوائية: المكورات العقدية الحالة للدم بيتا والعقديات أليفة الهواء القليل. يمكن أيضًا عزل البكتيريا اللاهوائية عند  حوالي35% من الأفراد المصابين بذات الرئة الاستنشاقية المكتسبة في المستشفى، وذات الرئة المرافقة لفغر القصبة الهوائية مع أو بدون تهوية ميكانيكية، وتشمل هذه الجراثيم  الأَمعَائِيَّات، والزوائف، والمكورات العنقودية المذهبة. يجب الحصول على العينات بحذر لتفادي تلوثها بالفلورا الفموية.